# Rupotina
Rupotina (ili Rupotine, Rupatina) je naselje u Splitsko-dalmatinskoj županiji na jugoistočnoj strani planine Kozjak.
Rupotine su smještene iznad Solina, na cesti između Splita i Klisa (Markezina Greda). Nakon što ostavite Solin iza sebe, nakon samo par stotina metara je lijevi odvojak za Ninčeviće.
Administravno je podijeljeno između grada Solina i općine Klis.
U posljednjih nekoliko godina, u Rupotini se naselilo dosta stanovnika koji su tamo našli mirno i lijepo mjesto koje ima pogled na cijeli Split i otoke. U Rupotini se nalazi i jedno od najvažnijih hrvatskih arheoloških lokaliteta - Rižinice.
Posebna je po svojim prirodnim ljepotama od čega su najljepši izvori pitke vode u borovoj šumi Voljak. 
Rupotina je najmanje mjesto s mnogo poznatih športaša, a to su: Silvio Bijelić, Stipe Čerina, Nikola Kalinić, Marina Katić, Ante Delaš, Mario Delaš, Tomislav Nakić, Lukša Boban, Krešimir Bogdan, Igor Čerina, Marinko Boban, Petra Vrdoljak, Nikola Žižić, Milan Mičić, Franko Bogdan.[nedostaje izvor] Iz Rupotine je i poznati hrvatski športski povjesničar Jurica Gizdić, autor 50 knjiga športske tematike. Gizdić je i potpredsjednik Hrvatskog društva za povijest športa na razini cijele Hrvatske.
Selo Blaca iza Kozjaka pripada također MO Rupotina. Selo je jedno od izoliranijih u županiji, jer nema spoja na vodovodnu niti na električnu mrežu. U njemu obitava nekoliko obitelji, a više njih je obnovilo svoje stare kuće, bave se stočarstvom i poljoprivredom. Udruga Blaca-Solin želi sačuvati običaje i selu vratititi nekakav život te organizira pučku feštu "Žetva i vršidba", svaka posljednje subote u srpnju mjesecu.[nedostaje izvor]